# Resistència Catalana d'Alliberament Nacional
Resistència Catalana d'Alliberament Nacional (RCAN) fou una organització armada independentista que va sorgir el juny de 1979 provinent de les joventuts (UJM-L) del Partit Comunista d'Espanya (internacional), formada per militants del Front Revolucionari Antifeixista i Patriota i, posteriorment, dels Grups de Resistència Antifeixista Primer d'Octubre. Era partidària de la reunificació nacional i popular dels Països Catalans, i de combatre el capitalisme de les multinacionals i el centralisme espanyol, tot oposant-se a l'entrada a l'OTAN.
Entre les seves principals accions, entre 1979 i 1980, van fer esclatar artefactes explosius als Jutjats i al Monument als Caiguts de l'Hospitalet de Llobregat, a la factoria de Citroën, a la Prefectura Superior de Policia de la Via Laietana de Barcelona (en el primer aniversari de la mort de Martí Marcó) i a la Comandància de Marina. També realitzaren diverses expropiacions en entitats bancàries i robatoris d'armament i explosius. L'estratègia que seguien era agrupar en un mateix dia un seguit d'accions, a manera de demostració de força, en el que anomenaven «la nit llum», consistent a fer esclatar tantes bombes com poguessin i simultàniament.
El febrer del 1980 foren detinguts la major part dels militants els quals van manifestar haver partit tortures a comissaria: Jordi Cano, Guillem Joan Lorenzo, Llorenç Triviño, Jaume Pujoles, Albert Rubio Sancho, Josep M. Bieites Arca i Maria del Carme Marín Pradas. Amb tot, Joan Carles Àlvarez, Joan Agustí Pérez Herrera i Joaquín Josep Rodríguez Dorado aconseguiren escapar. El 24 d'octubre de 1982, Albert Rubio i Guillem Joan Lorenzo foren condemnats a 26 anys de presó. Durant els judicis i el seus posterior empresonament, els Comitès de Solidaritat amb els Patriotes Catalans van organitzar diverses mobilitzacions solidàries.